# Lithobius skelicus
Lithobius skelicus är en mångfotingart som beskrevs av Zalesskaja 1963. Lithobius skelicus ingår i släktet Lithobius och familjen stenkrypare.
Artens utbredningsområde är Ukraina. Inga underarter finns listade i Catalogue of Life.